# さわがす人たち
『さわがす人たち』（さわがすひとたち）とは、関西テレビの深夜枠で2015年から2017年まで不定期放送されていたバラエティ特別番組。

## 概要
Twitterの発言で炎上が絶えない芸人、世間をさわがす著名人たちが、世間をさわがす話題を生放送でしゃべる。

## 放送日・出演者
- 『さわがす人たち』2015年9月26日(土)25:40 - 26:35[1]
  - 山里亮太（南海キャンディーズ）
  - 鈴木拓（ドランクドラゴン）
  - 村本大輔（ウーマンラッシュアワー）

- 『さわがす人たち2』2016年3月5日(土)25:55 - 26:50[2]
  - 山里亮太（南海キャンディーズ）
  - 鈴木拓（ドランクドラゴン）
  - 藤森慎吾（オリエンタルラジオ）
  - 羽田圭介（芥川賞作家）
  - メイプル超合金

- 『さわがす人たち3』2017年3月11日(土)25:45 - 26:40
  - 山里亮太（南海キャンディーズ）
  - 鈴木拓（ドランクドラゴン）
  - 川島明（麒麟）